# Giovanni Lacchini

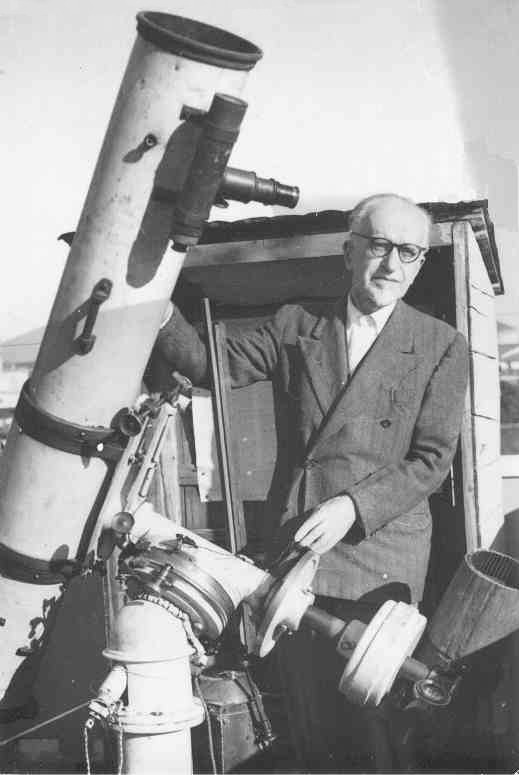
Giovanni Lacchini (ca. 1940er Jahre)

Giovanni Battista Lacchini (* 20. Mai 1884 in Faenza; † 6. Januar 1967) war ein italienischer Astronom.
Er wurde hauptsächlich durch seine Studien auf dem Gebiet der veränderlichen Sterne bekannt. Er veröffentlichte mehr als 100 Schriften, darunter Artikel in Astronomische Nachrichten und Memorie della Società astronomica italiana.

## Bibliographie
- "Atlante celeste con 43 carte", Bologna, 1948
- "Atlante celeste spettroscopico", Faenza, 1958.

## Auszeichnungen
- Der Giovanni Battista Lacchini Preis ist nach ihm benannt.
- Der Lacchini-Krater auf dem Mond wurde nach ihm benannt.[1]
- Der Asteroid (145962) Lacchini wurde 2017 nach ihm benannt.[2]